# Docosia
Docosia is een muggengeslacht uit de familie van de paddenstoelmuggen (Mycetophilidae).

## Soorten
- D. aceus Garrett, 1925
- D. affinis Garrett, 1925
- D. apicula Garrett, 1925
- D. canaripes Chandler & Ribeiro, 1995
- D. carbonaria Edwards, 1941
- D. defecta Van Duzee, 1928
- D. dialata Van Duzee, 1928
- D. dichroa Loew, 1869
- D. diutina Plassmann, 1996
- D. flavicoxa Strobl, 1900
- D. fuerteventurae Chandler & Ribeiro, 1995
- D. fumosa Edwards, 1925
- D. fuscipes (von Roser, 1840)
- D. gilvipes (Haliday in Walker, 1856)
- D. helveola Chandler, 1994
- D. lastovkai Chandler, 1994
- D. melita Chandler & Gatt, 2000
- D. moravica Landrock, 1916
- D. morionella Mik, 1884
- D. muelleri Plassmann, 1986
- D. nebulosa Garrett, 1925

- D. nigella Johannsen, 1912
- D. nigra Landrock, 1928
- D. nigrita Garrett, 1925
- D. nitida Johannsen, 1912
- D. obscura Coquillett, 1901
- D. pallipes Edwards, 1941
- D. paradichroa Fisher, 1937
- D. sciarina (Meigen, 1830)
- D. setosa Landrock, 1916
- D. similis Garrett, 1925
- D. vierecki Garrett, 1925